# Filip Salaquarda

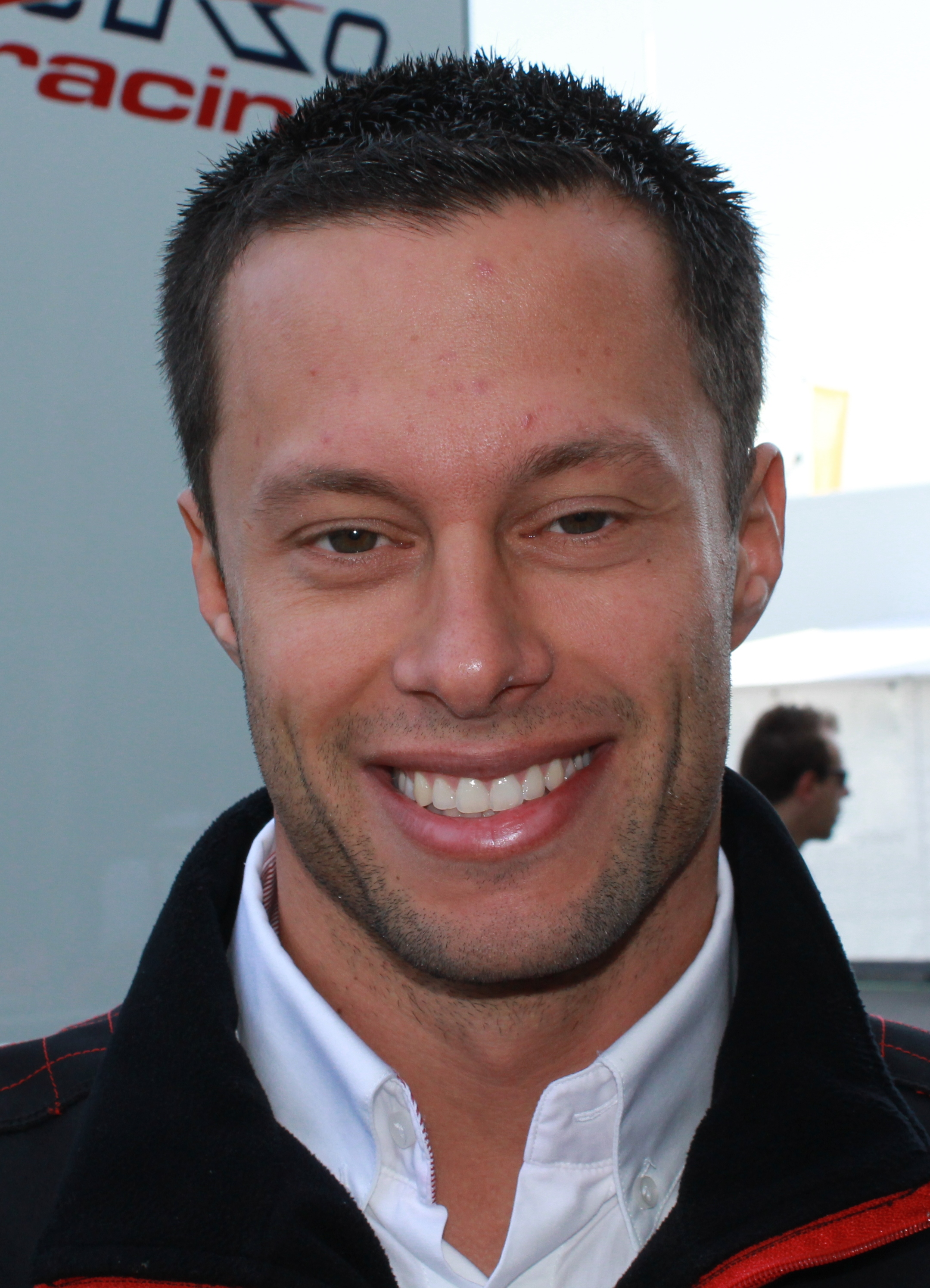
Filip Salaquarda 2012

Filip Salaquarda (* 11. Januar 1984 in Prag) ist ein tschechischer Rennfahrer. Sein Vater ist der tschechische Rennstallbesitzer Igor Salaquarda. Er startete 2012 in der FIA-GT1-Weltmeisterschaft.

## Karriere
Salaquarda begann seine Motorsportkarriere 1996 im Kartsport, in dem er bis 1999 aktiv war. 2000 trat er im tschechischen Ford Puma Cup an und beendete die Saison auf dem dritten Gesamtrang. 2001 nahm er am tschechischen Škoda Octavia Cup, in dem er den 13. Gesamtrang belegte, teil. 2002 gab er sein Debüt im Formelsport in der deutschen Formel BMW. Er trat für den Rennstall seines Vaters Igor, Igor Salaquarda Racing (ISR), an und belegte am Saisonende den 21. Gesamtrang. 2003 bestritt er seine zweite Saison in der deutschen Formel BMW und verbesserte sich mit einem dritten Platz als beste Platzierung auf den 13. Gesamtrang. 2004 wechselte er in den deutschen Formel-3-Cup, in dem er erneut für das Team seines Vaters antrat. Am Saisonende belegte er den elften Platz in der Gesamtwertung.
2005 trat Salaquarda für ISR in der Formel-3-Euroserie an. Mit elften Plätzen als beste Resultate schaffte er nie den Sprung unter die besten zehn Piloten und beendete die Saison punktelos auf dem 23. Gesamtrang. 2006 blieb Salaquarda in der Formel-3-Euroserie und belegte am Saisonende mit einem siebten Platz als bestes Resultat den 22. Platz in der Fahrerwertung. Außerdem nahm er für Charouz Racing System an zwei Rennen der F3000 International Master teil und erzielte bei beiden Rennen den zweiten Platz. In der Gesamtwertung belegte er den zwölften Rang.
Nachdem Salaquarda im Winter 2006/2007 an zwei Rennen der A1GP teilgenommen hatte, bestritt er seine dritte Saison in der Formel-3-Euroserie und trat in dieser Meisterschaft erstmals nicht für ISR, sondern für HBR Motorsport an. Am Saisonende belegte er mit einem fünften Platz als bestes Ergebnis den 17. Gesamtrang. Außerdem ging er am letzten Rennwochenende der Saison 2007 der Internationalen Formel Master, der Nachfolgeserie der F3000 International Master, für ISR an den Start. In der Saison 2007/2008 trat Salaquarda erneut in der A1GP an und bestritt sechs Rennen für das tschechische A1 Team. Anschließend fuhr er im Team seines Vaters die komplette Saison 2008 in der Internationalen Formel Master an der Seite des deutschen Rennfahrers Tim Sandtler. Im Gegensatz zu Sandtler, der bei einigen Rennen Punkte erzielen konnte, gelang es Salaquarda nur einmal Punkte zu holen und er belegte am Saisonende den 24. Gesamtrang.
Nachdem Salaquarda 2009 zunächst bei einem Rennen der Le Mans Series gestartete war, gab er am dritten Rennwochenende der Saison 2009 sein Debüt in der Formel Renault 3.5 für RC Motorsport. Bereits nach einem Rennen wechselte er den Rennstall und trat die restliche Saison für das Prema Powerteam an. Am Saisonende belegte er mit einem zehnten Platz als bestes Resultat den 27. Gesamtrang. 2010 blieb Salaquarda in der Formel Renault 3.5 und kehrte zu dem Rennstall seines Vaters, ISR Racing, der RC Motorsport übernommen hatte, zurück. Bei seinem Heimrennen in Brünn ging er in beiden Rennen von der Pole-Position ins Rennen und erzielte im zweiten Rennen als Dritter seine erste Podest-Platzierung in der Formel Renault 3.5. Zwar folgte ein weiterer dritter Platz, mit seinem Teamkollegen Esteban Guerrieri, der sechs Rennen gewann, konnte er allerdings nicht mithalten. Zu einem Rennwochenende trat er, da sein Team aus technischen Gründen pausieren musste, nicht an. Am Saisonende belegte er den elften Gesamtrang.
2011 trat Salaquarda in der Superleague Formula für das von Atech Grand Prix und Reid Motorsport betreute Team von Sparta Prag an. Zwei fünfte Plätze waren seine besten Resultate. Zuvor nahm er für Pons Racing am dritten Rennwochenende der Formel Renault 3.5 teil. Außerdem startete er für Brandl Motorsport zu zwei Rennen der deutschen Formel 3. Darüber hinaus machte Salaquarda Erfahrungen im GT-Sport. Er nahm an je zwei Rennen der Blancpain Endurance Series sowie der FIA-GT3-Europameisterschaft teil. In beiden Serien erreichte er eine Podest-Platzierung.
2012 verließ Salaquarda den Formelsport und wechselte in den GT-Sport zum Ferrari-Werksteam AF Corse in die FIA-GT1-Weltmeisterschaft.

## Karrierestationen
| - 1996–1999: Kartsport - 2000: Tschechischer Ford Puma Cup (Platz 3) - 2001: Tschechischer Škoda Octavia Cup (Platz 13) - 2002: Deutsche Formel BMW (Platz 21) - 2003: Deutsche Formel BMW (Platz 13) - 2004: Deutsche Formel 3 (Platz 11) - 2005: Formel-3-Euroserie (Platz 23) - 2006: Formel-3-Euroserie (Platz 22) | - 2006: F3000 International Master (Platz 12) - 2007: A1GP - 2007 Formel-3-Euroserie (Platz 17) - 2007: Internationale Formel Master (Platz 36) - 2008: A1GP - 2008: Internationale Formel Master (Platz 24) - 2009: Formel Renault 3.5 (Platz 27) - 2009: Le Mans Series, LMGT1 (Platz 10) | - 2010: Formel Renault 3.5 (Platz 11) - 2011: Superleague Formula - 2011: Formel Renault 3.5 (Platz 34) - 2011: Deutsche Formel 3 (Platz 19) - 2011: FIA-GT3-EM (Platz 26) - 2011: Blancpain Endurance Series, GT3 Pro (Platz 18) - 2012: FIA-GT1-WM |